# Tướng cướp Họa Mi
Tướng cướp Họa Mi (tiếng Ukraina: Соловей Розбійник, tiếng Nga: Соловей-разбойник) là một nhân vật trong kho tàng truyện thần thoại các dân tộc Đông Slav.

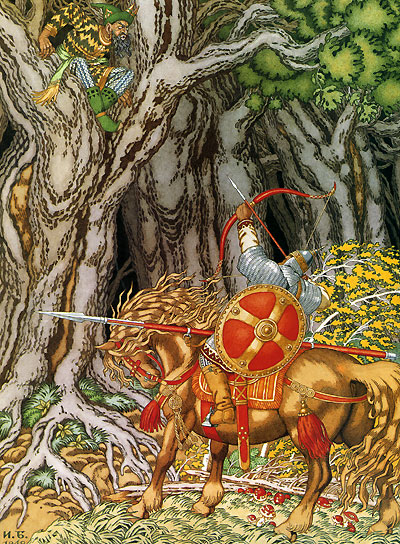
Tráng sĩ Ilya xứ Murom thu phục tướng cướp Họa Mi

## Thân thế
Nhân vật Tướng cướp Họa Mi được mô tả là một người đàn ông cô độc, hình thù kỳ dị, tính tình rất hung dữ, thường sống trên một ngọn cổ thụ gần con đường lớn dẫn tới thành Kiev. Y thường hù dọa rồi tấn công khách bộ hành bằng một tiếng rít chết người.